# Депутатський запит
Депутатський запит — право народного депутата, народних депутатів чи комітету Верховної Ради України, яке заявляється на сесії Верховної Ради України до Президента України, до органів Верховної Ради України, до Кабінету Міністрів України, до керівників інших органів державної влади та органів місцевого самоврядування, а також до керівників підприємств, установ і організацій, розташованих на території України, незалежно від їх підпорядкування і форм власності, дати офіційну відповідь з питань, віднесених до їх компетенції.
Президент України, керівники органів державної влади та органів місцевого самоврядування, підприємств, установ і організацій, до яких звернуто запит, зобов'язані повідомити народного депутата, групу народних депутатів, комітет Верховної Ради України у письмовій формі про результати розгляду його (їх) запиту у п'ятнадцятиденний строк з дня його одержання або в інший, встановлений Верховною Радою України, строк. Якщо запит з об'єктивних причин не може бути розглянуто у встановлений строк, Президент України, керівник відповідного органу державної влади чи органу місцевого самоврядування, підприємства, установи, організації, до якого звернуто запит, зобов'язаний письмово повідомити про це Голову Верховної Ради України та народного депутата, групу народних депутатів, комітет Верховної Ради України, який вніс (які внесли) запит, і запропонувати інший строк, який не повинен перевищувати одного місяця після одержання запиту.

## Процедура зверненні народного депутата

###### До Президента України
Відповідно до пункту 4 частини 2 статті 15  Закону України «Про статус народного депутата України» і пункту 3 статті 225 Закону України «Про регламент Верховної ради України» депутатський запит має бути попередньо підтриманий 1/3 від конституційного складу ВРУ.
Відповідно до пункту 4 статті 225 Закону України «Про регламент Верховної ради України» депутатський запит вважається прийнятним, якщо за нього проголосувала більшість від конституційного складу ВРУ.

## Обмеження, щодо змісту депутатського запиту
Конституційний Суд України у своїх рішеннях від 19 травня 1999 р. № 4-рп/99 у справі № 1-12/99 (справа про статус народних депутатів) та від 11 квітня 2000 р. № 4-рп/2000 у справі № 1-19/2000 (справа про запити народних депутатів України до прокуратури) дав офіційне тлумачення положень ст. 86 Конституції України, а також ч. 1 ст. 12, ч. 1,2 ст. 19 Закону України «Про статус народного депутата України». Цим рішенням встановлено низку обмежень щодо реалізації народними депутатами свого права на депутатський запит і звернення:
1. Народний депутат не має права звертатися з вимогами чи пропозиціями до судів, до голів судів та до суддів стосовно конкретних судових справ.
2. Вимога чи пропозиція народного депутата України до керівників органів Служби безпеки України не може бути дорученням щодо перевірки будь-якої інформації про окремих громадян. За відсутності у вимозі чи пропозиції народного депутата достатньої інформації про злочин така вимога чи пропозиція не може бути підставою для прийняття рішення про проведення оперативно-розшукових заходів. У разі надходження до органів Служби безпеки вимоги чи пропозиції народного депутата України, пов'язаної з необхідністю проведення оперативно-розшукових заходів, керівники цих органів мають діяти з дотриманням вимог, передбачених Законом України «Про Службу безпеки України» і Законом України «Про оперативно-розшукову діяльність».
3. Народний депутат не має права звертатися до органів прокуратури і прокурорів з вимогами, пропозиціями чи вказівками у конкретних справах з питань підтримання державного обвинувачення в суді, представництва інтересів громадянина або держави в суді у випадках, визначених законом, нагляду за додержанням законів органами, які проводять оперативно-розшукову діяльність, дізнання і досудове слідство, нагляду за додержанням законів при виконанні судових рішень у кримінальних справах, при застосуванні інших заходів примусового характеру, пов'язаних з обмеженням особистої свободи громадян, а також до слідчих прокуратури з питань досудового слідства у конкретних кримінальних справах. У разі надходження до органів прокуратури, прокурорів, слідчих прокуратури пропозицій, вказівок і вимог народних депутатів у конкретних справах із вищевказаних питань прокурори і слідчі прокуратури мають діяти з дотриманням вимог, передбачених Кримінальним процесуальним кодексом, Цивільним процесуальним кодексом, Господарським процесуальним кодексом України та Законом України «Про прокуратуру».